# Aston Martin Cygnet
La Aston Martin Cygnet è un'automobile prodotta dalla casa automobilistica inglese Aston Martin dal 2011 al 2013.
Si tratta di un'utilitaria 2+2 posti, rimarchiamento della Toyota IQ, dalla quale eredita la quasi totalità dei componenti.

## Il contesto
La Cygnet è uscita sul mercato a gennaio 2011, inizialmente solo nel Regno Unito, per poi essere venduta negli altri paesi europei entro il 2012. Le vendite della vettura non sono ristrette ad alcun tipo di clientela, tuttavia la casa britannica riconosceva la priorità di vendita ai clienti già in possesso di altri suoi modelli. L'Ad di Aston Martin dichiarò una previsione di vendita di circa 4.000 esemplari l'anno.

## Il modello
La Cygnet condivide pianale, carrozzeria, gruppo motore-trasmissione e parte degli interni con la Toyota iQ. In comune si può notare, per esempio, la console centrale e il volante.
Il prezzo di partenza, in Italia, ammontava a 39.150 € (ma in alcune versioni, optional esclusi, poteva superare i 50.000 €), contro i circa 12.000 € dell'originale giapponese, un prezzo pari ad automobili di categoria superiore; l'aumento di oltre tre volte, e anche quattro volte il prezzo originale sarebbe giustificato, secondo la casa, dalla maggior cura e qualità degli interni e dei materiali; questo nonostante nell'abitacolo siano comunque visibili alcuni componenti e plastiche Toyota.
Al contrario delle altre automobili del marchio, la Cygnet è equipaggiata con il motore Toyota a 4 cilindri in linea da 1,3 litri, capace di erogare 99 CV (73 kW) e dalle emissioni inquinanti molto più parche rispetto alle altre sportive di casa Aston Martin. L'immissione sul mercato di questo modello, infatti, permette alla casa di abbassare la media delle emissioni emanate dalla flotta di vetture prodotte da Aston Martin, per rientrare nei nuovi parametri anti-inquinamento dell'Unione europea.
Per il 2013 è stata prevista una versione elettrica, mai entrata in produzione, e un curioso prototipo dotato del motore 6.0 V12 delle altre Aston Martin, anch'esso mai prodotto. Nel 2018, tuttavia, Aston Martin ha prodotto, su richiesta di un cliente, un singolo esemplare dotato di motore V8 da 4.7 litri e 470 cavalli, presentato al Goodwood Festival of Speed dello stesso anno. A differenza del modello di serie, questo esemplare è dotato di trazione posteriore e può raggiungere una velocità massima di 274 chilometri orari. Il prezzo non è stato dichiarato al pubblico.

## Ricezione del mercato
Al momento del lancio del modello, molti detrattori avevano predetto un enorme flop nelle vendite, per via della differenza con i prodotti tradizionali della casa. Le vendite della Cygnet durante il primo anno sembrerebbero effettivamente confermare tali previsioni pessimistiche, ma Ulrich Bez (Ad di Aston Martin e forte promotore del progetto dell'"utilitaria") ha dichiarato che il basso livello delle vendite sarebbe stato causato dalla scarsità del parco auto a disposizione, e della lentezza con cui gli stabilimenti producono le vetture richieste.
Nel settembre 2013, anche a seguito della nuova amministrazione di Andrea Bonomi, è stata annunciata la fine della produzione del modello a causa delle scarse vendite ottenute. Sempre Ulrich Bez ha dichiarato che la cessazione del modello è dovuta al fatto che, nel 2014, la Toyota iQ sarebbe uscita di produzione, ma è anche vero che uno dei primi obiettivi della nuova gestione del marchio inglese era proprio quello di togliere dal mercato la Cygnet, essendo un modello non in linea con la storia di Aston Martin e rivelatasi, alla prova dei fatti, un insuccesso di vendite e di immagine.

## Motorizzazioni
| Modello | Disponibilità | Motore  | Cilindrata cm³ | Potenza       | Coppia max | Emissioni CO2 (g/km) | 0–100 km/h (secondi) | Velocità max (km/h) | Consumo medio (km/l) |
| 1.3     | dal debutto   | Benzina | 1329           | 72 kW (99 CV) | 123        | 113                  | 11,8                 | 170                 | 20,4                 |